# Nyiredy Géza (tüdőgyógyász)
Nyiredy Géza (Budapest, 1924. augusztus 29. – Budapest, 1990. július 25.) orvos, tüdőgyógyász.

## Pályafutása
Nyiredy Géza 1948-ban szerezte meg orvosi oklevelét a budapesti orvosi karon. 1949-ben az Országos Közegészségügyi Intézet oktató orvosaként dolgozott. 1949-től a tüdőklinikán gyakornokként, 1951-ben szakorvosként, 1951-től adjunktusként tevékenykedett. 1952–1956 között a tüdőszakorvosi képzés klinikai referense volt. 1956–1961 között az egyik klinikai osztály vezetője, a bronchológiai és légzésfunkciós vizsgálatok főorvosa volt. 1961-től a János Kórház IV. tüdőbelosztályának a főorvosa volt.
Mintegy 60 tudományos cikk, tanulmány szerzője. Elsősorban a tüdőgümőkor bakteriológiájával, és a rákos megbetegedésekkel foglalkozott.

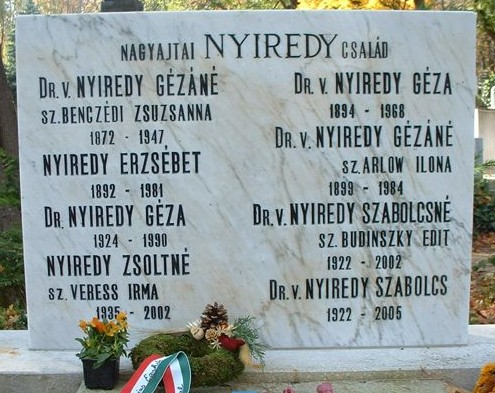
A nagyajtai Nyiredy család sírja a budapesti Farkasréti temetőben

## Fontosabb tanulmányai
- A bronchiektázia betegség és klinikai jelentősége (Budapest, 1963.)
- A hörgők betegségei (Kováts Ferencccel, Medicina Könyvkiadó, Budapest 1966.)
- Klinikai megfigyelések bronchiektázia betegségben (Budapest, 1967.)